# Elezioni regionali in Trentino-Alto Adige del 2018
Le elezioni regionali in Trentino-Alto Adige del 2018 per il rinnovo del Consiglio provinciale di Trento e quello di Bolzano, nonché del Consiglio regionale del Trentino-Alto Adige, si sono svolte il 21 ottobre. Il Consiglio regionale è la somma dei Consigli provinciali delle due Province autonome, e si riunisce per metà legislatura a Trento e per l'altra a Bolzano.

## Provincia autonoma di Trento

### Legge elettorale
In Trentino le elezioni si svolgono sulla base della normativa contenuta nella legge provinciale nº 2 del 5 marzo 2003, già applicata nelle tre precedenti tornate elettorali, così come modificata ripetutamente fino al 30 marzo 2018.

### Candidati

#### Centrosinistra e PATT
Nel 2013 la coalizione del centrosinistra autonomista, che si trovava al governo della Provincia al momento delle elezioni, ottenne una sorta di plebiscito, con il candidato Ugo Rossi che ottenne il 58,12% dei voti. A sostenerlo c’erano il Partito Democratico, il Partito Autonomista Trentino Tirolese, Unione per il Trentino, i Verdi, Italia dei Valori, Union Autonomista Ladina e Riformisti per l’Autonomia. Verso la fine della legislatura, nel 2018, si è presentata la possibilità di una candidatura bis per Ugo Rossi, ma il Partito Democratico ha bocciato questa ipotesi.
Il 6 settembre 2018, il PD assieme a UPT e Futura 2018 hanno optato per la candidatura di Giorgio Tonini, già senatore eletto in Trentino e presidente della Commissione bilancio del Senato. La coalizione ha preso il nome di "Alleanza Democratica e Popolare per l'Autonomia".
Il PATT ha sostenuto per la riconferma il presidente della provincia uscente Ugo Rossi.

#### Centrodestra
Diversamente rispetto alle elezioni provinciali del 2013, il centrodestra si presenta unito. Come nella scorsa tornata, la Lega ha deciso di candidare per il ruolo di presidente Maurizio Fugatti, esponente di quel partito e sottosegretario al Ministero della Salute. A sostegno di Fugatti si presentano anche Forza Italia, Fratelli d'Italia, Progetto Trentino, Agire, Unione di Centro-Centro Popolare, Civica Trentina, Associazione Fassa e Autonomisti Popolari. La coalizione ha preso il nome di "Coalizione popolare autonomista per il cambiamento".

#### Movimento 5 Stelle
Anche in Trentino il Movimento 5 Stelle ha scelto il proprio rappresentante: con il quasi 91% dei voti delle regionarie è stato nuovamente scelto Filippo Degasperi, già candidato presidente nel 2013 quando i pentastellati ottennero il 5,72% dei voti eleggendo così due consiglieri.

#### Le altre candidature
Corre inoltre in solitaria, e per la prima volta nella Provincia, CasaPound Italia, guidata da Filippo Castaldini.
Per la sinistra, corre alla presidenza Antonella Valer, sostenuta da Liberi e Uguali e L'altro Trentino a Sinistra. La coalizione ha preso il nome di "Sinistra per il Trentino".
Tra le liste meno favorite ci sono Popoli Liberi - Primon Freie Völker (guidata da Paolo Primon, già candidato alle elezioni comunali a Trento del 2015), Moviment Ladin de Fascia (guidato da Ferruccio Chenetti), Tre Territorialità Responsabilità Economia (con candidato Roberto de Laurentis), Riconquistare l'Italia (guidato da Federico Monegaglia) e Autonomia Dinamica (con candidato l'ex deputato Mauro Ottobre).
In corsa vi erano 11 candidati presidenti sostenuti da 22 liste composte da un totale di 707 candidati.

### Esito
Maurizio Fugatti sostenuto dal centro-destra è risultato eletto presidente della provincia con il 40,15% dei voti.
L'affluenza è stata del 64,05% con un totale di 275.017 votanti, in aumento rispetto al 62,82% delle precedenti provinciali. Sono stati eletti consiglieri i candidati presidente Giorgio Tonini, Ugo Rossi e Filippo Degasperi. Il presidente della provincia ne fa parte di diritto.

### Risultati

Percentuali dei candidati per comune e comunità di valle.

Percentuali dei partiti per comune e comunità comprensoriale.

| Candidati                                       | Candidati                      | Voti                  | %     | Liste                                      | Voti    | %     | Seggi |
| ----------------------------------------------- | ------------------------------ | --------------------- | ----- | ------------------------------------------ | ------- | ----- | ----- |
|                                                 | Maurizio Fugatti ✔️ Presidente | 124 595               | 46,73 | Lega                                       | 69 117  | 27,09 | 13    |
| Civica Trentina                                 | Maurizio Fugatti ✔️ Presidente | 124 595               | 46,73 | 11 769                                     | 4,61    | 2     |       |
| Progetto Trentino                               | Maurizio Fugatti ✔️ Presidente | 124 595               | 46,73 | 8 251                                      | 3,23    | 1     |       |
| Autonomisti Popolari                            | Maurizio Fugatti ✔️ Presidente | 124 595               | 46,73 | 7 627                                      | 2,99    | 1     |       |
| Forza Italia                                    | Maurizio Fugatti ✔️ Presidente | 124 595               | 46,73 | 7 204                                      | 2,82    | 1     |       |
| Agire per il Trentino                           | Maurizio Fugatti ✔️ Presidente | 124 595               | 46,73 | 5 458                                      | 2,14    | 1     |       |
| Unione di Centro                                | Maurizio Fugatti ✔️ Presidente | 124 595               | 46,73 | 5 315                                      | 2,08    | –     |       |
| Fratelli d'Italia                               | Maurizio Fugatti ✔️ Presidente | 124 595               | 46,73 | 3 687                                      | 1,45    | –     |       |
| Associazione Fassa                              | Maurizio Fugatti ✔️ Presidente | 124 595               | 46,73 | 2 490                                      | 0,98    | 1     |       |
| Seggio del presidente                           | Seggio del presidente          | Seggio del presidente | 46,73 | 1                                          |         |       |       |
|                                                 | Giorgio Tonini                 | 67 721                | 25,40 | Partito Democratico                        | 35 518  | 13,92 | 4     |
| Futura 2018 (con Verdi - Art 1 - Liste civiche) | Giorgio Tonini                 | 67 721                | 25,40 | 17 660                                     | 6,92    | 2     |       |
| Unione per il Trentino                          | Giorgio Tonini                 | 67 721                | 25,40 | 10 137                                     | 3,97    | 1     |       |
| Seggio di coalizione                            | Seggio di coalizione           | Seggio di coalizione  | 25,40 | 1                                          |         |       |       |
|                                                 | Ugo Rossi                      | 33 123                | 12,42 | Partito Autonomista Trentino Tirolese      | 32 104  | 12,58 | 4     |
|                                                 | Filippo Degasperi              | 18 947                | 7,11  | Movimento 5 Stelle                         | 18 453  | 7,23  | 2     |
|                                                 | Antonella Valer                | 7 099                 | 2,66  | Liberi e Uguali                            | 3 555   | 1,39  | –     |
| L'Altro Trentino a Sinistra                     | Antonella Valer                | 7 099                 | 2,66  | 2 101                                      | 0,82    | –     |       |
|                                                 | Mauro Ottobre                  | 5 230                 | 1,96  | Autonomia Dinamica                         | 5 120   | 2,01  | –     |
|                                                 | Roberto de Laurentis           | 4 015                 | 1,51  | Tre Territorialità Responsabilità Economia | 3 817   | 1,50  | –     |
|                                                 | Paolo Primon                   | 2 384                 | 0,89  | Popoli Liberi - Freie Völker               | 2 285   | 0,90  | –     |
|                                                 | Ferruccio Chenetti             | 1 904                 | 0,71  | Moviment Ladin de Fascia                   | 1 891   | 0,74  | –     |
|                                                 | Filippo Castaldini             | 1 247                 | 0,47  | CasaPound Italia                           | 1 215   | 0,48  | –     |
|                                                 | Federico Monegaglia            | 350                   | 0,13  | Riconquistare l'Italia                     | 341     | 0,13  | –     |
| Totale                                          | Totale                         | 266 615               | 100   |                                            | 255 115 | 100   | 35    |

### Consiglieri eletti
| Consigliere          | Consigliere                           | Lista                  | Preferenze           |
| -------------------- | ------------------------------------- | ---------------------- | -------------------- |
|                      | Maurizio Fugatti                      | Presidente             | Presidente           |
|                      | Mirko Bisesti                         | Lega                   | 3930                 |
| Roberto Failoni      | 2345                                  | Lega                   |                      |
| Roberto Paccher      | 2313                                  | Lega                   |                      |
| Giulia Zanotelli     | 2212                                  | Lega                   |                      |
| Devid Moranduzzo     | 2116                                  | Lega                   |                      |
| Stefania Segnana     | 1952                                  | Lega                   |                      |
| Mara Dalzocchio      | 1570                                  | Lega                   |                      |
| Denis Paoli          | 1455                                  | Lega                   |                      |
| Vanessa Cattoi       | 1363                                  | Lega                   |                      |
| Alessia Ambrosi      | 1312                                  | Lega                   |                      |
| Katia Rossato        | 1215                                  | Lega                   |                      |
| Ivano Job            | 1044                                  | Lega                   |                      |
| Gianluca Cavada      | 980                                   | Lega                   |                      |
|                      | Mattia Gottardi                       | Civica Trentina        | 2060                 |
| Rodolfo Borga        | 1673                                  | Civica Trentina        |                      |
| Mario Tonina         | Progetto Trentino                     | 2507                   |                      |
| Walter Kaswalder     | Autonomisti Popolari                  | 2016                   |                      |
|                      | Giorgio Leonardi                      | Forza Italia           | 1049                 |
|                      | Claudio Cia                           | Agire per il Trentino  | 1745                 |
| Luca Guglielmi       | Associazione Fassa                    | 651                    |                      |
|                      | Giorgio Tonini                        | Candidato presidente   | Candidato presidente |
|                      | Alessandro Olivi                      | Partito Democratico    | 5712                 |
| Sara Ferrari         | 4090                                  | Partito Democratico    |                      |
| Luca Zeni            | 2965                                  | Partito Democratico    |                      |
| Alessio Manica       | 2004                                  | Partito Democratico    |                      |
|                      | Paolo Ghezzi                          | Futura 2018            | 5273                 |
| Lucia Coppola        | 1691                                  | Futura 2018            |                      |
|                      | Pietro De Godenz                      | Unione per il Trentino | 1884                 |
|                      | Ugo Rossi                             | Candidato presidente   | Candidato presidente |
| Michele Dallapiccola | Partito Autonomista Trentino Tirolese | 2689                   |                      |
| Lorenzo Ossanna      | Partito Autonomista Trentino Tirolese | 1834                   |                      |
| Paola De Magri       | Partito Autonomista Trentino Tirolese | 1719                   |                      |
|                      | Filippo Degasperi                     | Candidato presidente   | Candidato presidente |
| Alex Marini          | Movimento 5 Stelle                    | 746                    |                      |

## Provincia autonoma di Bolzano

### Legge elettorale
In Alto Adige gli elettori sono chiamati a votare le liste di partito, scegliendo quattro candidati al loro interno, per comporre il Consiglio. Il sistema è un proporzionale puro, senza premi di maggioranza né soglie di sbarramento predefinite; non è inoltre prevista l'elezione diretta del Presidente della Provincia, la cui nomina è di competenza del Consiglio una volta insediato.

### Vicende politiche precedenti

#### Ultime tornate elettorali
In occasione delle precedenti elezioni regionali (2013) la Südtiroler Volkspartei (SVP), che per la prima volta dal 1989 non schierava in lista Luis Durnwalder, aveva perso per la prima volta nella propria storia la maggioranza assoluta dei seggi del consiglio provinciale; come nella legislatura precedente aveva poi stretto un accordo di governo con il Partito Democratico, ritenuta la lista più rappresentativa del gruppo linguistico italiano. La “stella alpina” aveva comunque portato il proprio capolista Arno Kompatscher alla carica di presidente della provincia.
In generale i partiti di estrazione italiana (soprattutto quelli di area moderata e conservatrice) avevano subìto una forte erosione di consensi rispetto a cinque anni prima, tale da consentire loro di esprimere un solo assessore nella nuova giunta.
Opposta si era invece rivelata la situazione dei partiti secessionisti, con Die Freiheitlichen consolidato nel suo ruolo di seconda forza provinciale e Süd-Tiroler Freiheit capace di raddoppiare i propri consensi rispetto al 2008.
Significativo era stato anche il risultato dei Verdi del Sudtirolo, collocatisi al terzo posto assoluto nel computo dei voti.
Alle elezioni europee del 2014 la SVP aveva totalizzato il 48% dei voti, l'area di centrodestra il 13%, il PD il 15,7%, L'Altra Europa con Tsipras - al cui progetto aderivano anche i Verdi provinciali - il 9,9%, il M5S l'8,8% e la Federazione dei Verdi il 3,9%.
Nel 2016, in occasione del referendum costituzionale, il risultato fu in controtendenza rispetto all'esito nazionale, col Sì (sostenuto da PD e SVP) beneficiario del 63,7% dei voti.
Alle elezioni politiche 2018 la SVP aveva infine raggiunto il 48,8%, l'area di centrodestra il 16,8%, il M5S il 13,9%, il PD l'8,5% e Liberi e Uguali (con l'apporto dei Verdi provinciali) il 5,1%.

#### Preparazione al voto
Nel luglio 2018 Paul Köllensperger, unico consigliere provinciale eletto nel 2013 col Movimento Cinque Stelle, dopo aver vanamente tentato di convincere i vertici "grillini" ad ammettere anche candidati non iscritti alla piattaforma Rousseau, sceglie di fuoriuscire dal partito e fonda una propria lista denominata Team Köllensperger.
Il partito L'Alto Adige nel Cuore di Alessandro Urzì (originariamente espressione di Futuro e Libertà) non riesce ad accordarsi con la Lega e si schiera pertanto con Fratelli d'Italia.
Vengono presentate un totale di 14 liste, assommanti 419 candidati alla carica di consigliere.

### Esito
Le urne sanciscono, rispetto al 2013, un ulteriore arretramento della SVP, che pur confermandosi come partito egemone a livello provinciale perde oltre dodicimila voti rispetto a cinque anni prima, decrementando di due seggi la propria rappresentanza consiliare. Al secondo posto si colloca a sorpresa il Team Köllensperger, che elegge sei consiglieri.
Primo partito del gruppo linguistico italiano è la Lega, che consegue il suo "massimo storico" di consenso in provincia e colloca in consiglio quattro rappresentanti.
Sostanzialmente stabili sono i Verdi provinciali (che sebbene con seimila voti in meno rispetto al 2013 confermano i loro tre consiglieri), il Movimento 5 Stelle (confermato a un seggio, pur con mille voti in meno) e l'Alto Adige nel cuore (che incorporando Fratelli d'Italia mantiene a sua volta un rappresentante).
Quasi dimezzati sono invece i consensi del Partito Democratico, che elegge un solo consigliere e perde la possibilità di riproporsi come unico partner di governo per la SVP.
Il crollo più consistente riguarda però l'area ideologica secessionista: i Freiheitlichen, da decenni stabili nel ruolo di secondo partito della provincia, perdono quasi quarantamila voti e nominano due soli consiglieri contro i sei del lustro precedente; notevoli sono anche le perdite di Süd-Tiroler Freiheit (che passa da tre seggi a due) e Bürger Union (escluso dalla nuova legislatura). Residuali e incapaci di esprimere eletti sono infine i risultati delle liste CasaPound, Sinistra Unita (espressione di Potere al Popolo!), Forza Italia e Noi Alto Adige.
A livello personale il candidato più votato è il governatore uscente Arno Kompatscher (SVP), beneficiario di 68.210 preferenze individuali: il consiglio lo conferma alla massima carica provinciale.
L'affluenza alle urne è stata del 73,9% con un totale di 289.802 votanti (alle provinciali del 2013 era stata del 77,7%).

### Risultati
| Liste                                      | Voti    | %     | Seggi |
| ------------------------------------------ | ------- | ----- | ----- |
| Südtiroler Volkspartei                     | 119.108 | 41,89 | 15    |
| Team Köllensperger                         | 43.315  | 15,23 | 6     |
| Lega                                       | 31.510  | 11,08 | 4     |
| Verdi–Grüne–Verc                           | 19.391  | 6,82  | 3     |
| Die Freiheitlichen                         | 17.620  | 6,20  | 2     |
| Süd-Tiroler Freiheit                       | 16.927  | 5,95  | 2     |
| Partito Democratico - Demokratische Partei | 10.806  | 3,80  | 1     |
| Movimento 5 Stelle                         | 6.670   | 2,34  | 1     |
| L'Alto Adige nel Cuore - Fratelli d'Italia | 4.883   | 1,72  | 1     |
| Bürger Union für Südtirol                  | 3.664   | 1,29  | -     |
| Noi Alto Adige Südtirol                    | 3.428   | 1,21  | -     |
| Forza Italia                               | 2.825   | 0,99  | -     |
| CasaPound Italia                           | 2.451   | 0,86  | -     |
| Sinistra Unita – Vereinte Linke            | 1.753   | 0,62  | -     |
| Totale                                     | 284.351 |       | 35    |

### Consiglieri eletti
| Consigliere                        | Consigliere        | Lista                                      | Preferenze |
| ---------------------------------- | ------------------ | ------------------------------------------ | ---------- |
|                                    | Arno Kompatscher   | Südtiroler Volkspartei                     | 68210      |
| Philipp Achammer                   | 33288              | Südtiroler Volkspartei                     |            |
| Arnold Schuler                     | 19799              | Südtiroler Volkspartei                     |            |
| Waltraud Deeg                      | 16760              | Südtiroler Volkspartei                     |            |
| Daniel Alfreider                   | 12114              | Südtiroler Volkspartei                     |            |
| Franz Thomas Locher                | 11025              | Südtiroler Volkspartei                     |            |
| Thomas Widmann                     | 10590              | Südtiroler Volkspartei                     |            |
| Josef Noggler                      | 10093              | Südtiroler Volkspartei                     |            |
| Maria Magdalena Hochgruber Kuenzer | 9456               | Südtiroler Volkspartei                     |            |
| Gerhard Lanz                       | 9164               | Südtiroler Volkspartei                     |            |
| Helmuth Renzler                    | 8513               | Südtiroler Volkspartei                     |            |
| Manfred Vallazza                   | 8021               | Südtiroler Volkspartei                     |            |
| Helmut Tauber                      | 7082               | Südtiroler Volkspartei                     |            |
| Jasmin Ladurner                    | 6825               | Südtiroler Volkspartei                     |            |
| Magdalena Amhof                    | 6780               | Südtiroler Volkspartei                     |            |
|                                    | Paul Köllensperger | Team Köllensperger                         | 29530      |
| Alex Ploner                        | 5952               | Team Köllensperger                         |            |
| Franz Ploner                       | 4563               | Team Köllensperger                         |            |
| Jozef Unterholzner                 | 3496               | Team Köllensperger                         |            |
| Maria Elisabeth Rieder             | 3063               | Team Köllensperger                         |            |
| Peter Faistanuer                   | 3002               | Team Köllensperger                         |            |
|                                    | Massimo Bessone    | Lega                                       | 4398       |
| Giuliano Vettorato                 | 3001               | Lega                                       |            |
| Carlo Vettori                      | 2382               | Lega                                       |            |
| Rita Mattei                        | 2381               | Lega                                       |            |
|                                    | Brigitte Foppa     | Verdi–Grüne–Verc                           | 6997       |
| Riccardo Dello Sbarba              | 4505               | Verdi–Grüne–Verc                           |            |
| Hanspeter Staffler                 | 3377               | Verdi–Grüne–Verc                           |            |
|                                    | Ulli Mair          | Die Freiheitlichen                         | 9030       |
| Andreas Leiter                     | 5021               | Die Freiheitlichen                         |            |
|                                    | Sven Knoll         | Süd-Tiroler Freiheit                       | 9118       |
| Myriam Atz Tammerle                | 3403               | Süd-Tiroler Freiheit                       |            |
|                                    | Sandro Repetto     | Partito Democratico - Demokratische Partei | 1147       |
|                                    | Diego Nicolini     | Movimento 5 Stelle                         | 516        |
|                                    | Alessandro Urzì    | L'Alto Adige nel Cuore - Fratelli d'Italia | 2189       |

## Composizione del nuovo Consiglio regionale
A seguito delle elezioni dei due Consigli provinciali, il nuovo Consiglio regionale è così composto:
| Partiti                                    | Seggi | Differenza dal 2013 |
| ------------------------------------------ | ----- | ------------------- |
| Lega                                       | 18    | 15                  |
| Sudtiroler Volkspartei (SVP)               | 15    | 2                   |
| Team Köllensperger                         | 6     | nuovo partito       |
| Partito Democratico del Trentino           | 6     | 5                   |
| Partito Autonomista Trentino Tirolese      | 4     | 4                   |
| Movimento 5 Stelle                         | 3     | Stabile             |
| Verdi - Grune - Verc                       | 3     | Stabile             |
| Die Freiheitlichen                         | 2     | 4                   |
| Süd-Tiroler Freiheit                       | 2     | 1                   |
| Civica Trentina                            | 2     | 1                   |
| Futura2018 (inc. Verdi)                    | 2     | nuovo partito       |
| L'Alto Adige nel cuore - Fratelli d'Italia | 1     | Stabile             |
| Unione per il Trentino (UpT)               | 1     | 4                   |
| Forza Italia                               | 1     | Stabile             |
| Progetto Trentino                          | 1     | 4                   |
| Agire per il Trentino                      | 1     | nuovo partito       |
| Associazione Fassa                         | 1     | componente ladina   |
| Autonomisti Popolari                       | 1     | nuovo partito       |
| Totale seggi                               | 70    |                     |